# Machowica
Machowica – (niem. Elis) mała osada śródleśna w Polsce położona w województwie zachodniopomorskim, w powiecie goleniowskim, w gminie Przybiernów na obszarze Puszczy Goleniowskiej. 
W latach 1975–1998 miejscowość administracyjnie należała do województwa szczecińskiego.